# José Urbano Martínez Carreras
José Urbano Martínez Carreras (Cartagena, 1932-Madrid, 2003) fue un historiador español, presidente de la Asociación Española de Africanistas entre 1991 y 2003,  especializado en el estudio de la historia de África y Asia.
Licenciado en 1962 en la Universidad Complutense de Madrid, es autor de obras como Introducción a la Historia Contemporánea (1983), Historia de la descolonización. Las independencias de Asia y África (1987), El mundo árabe e Israel. El Próximo Oriente en el siglo XX (1992), Historia del colonialismo y la descolonización (1992), África subsahariana del colonialismo a la descolonización (1993), El conflicto del Próximo Oriente (2000) o Los orígenes del problema de Palestina (2002), entre otras.